# OnlineNutzerTypologie
Die OnlineNutzerTypologie (ONT) dient dazu, Onlinenutzungsmuster angemessen und plastisch abzubilden. Sie wurde auf Basis der ARD/ZDF-Onlinestudie erarbeitet.

## Entstehung
Auf Grundlage der ARD/ZDF-Onlinestudie wurden zuerst 2002 zwei Basis-Nutzertypen herausgearbeitet. 2004 wurden die aktiv-dynamischen und selektiv-zurückhaltenden Nutzer weiter segmentiert. Die aktiv-dynamischen Nutzer wurden in vier Unterkategorien aufgeteilt, die selektiv-zurückhaltenden in zwei Unterkategorien. Grundlage für die Einteilung sind „Einbindung und Bedeutung des Internets im (Medien-)Alltag, Gewohnheiten der Onlinenutzung, Praxis des Umgangs mit Applikationen und Nutzungsmöglichkeiten des Mediums sowie Nutzungsinteressen.“ Die Online-Anwendungsdimensionen sind: Kommunikation (E-Mail), Interaktion (Chat, Foren, Blogs), Transaktionen (Geld & Waren), Unterhaltungsorientierung (Indikator: einfach surfen), Informationsorientierung (Indikator: zielgerichtete Suche) und praktisch-technische Applikationen (Datei-Download).

## Typologien
Die Einteilung erfolgt in insgesamt sechs verschiedene Typen. Vier sind zur Oberkategorie der aktiv-dynamischen Nutzer zu zählen und zwei zur Oberkategorie der selektiv-zurückhaltenden Nutzer. Bei den ONT handelt es sich im Gegensatz zu den MedienNutzerTypologien (MNT) nicht um eine Bevölkerungstypologie, sondern um eine Nutzertypologie. Da die ONT aus der Onlinenutzung generiert wird, segmentiert sie ausschließlich Onlinenutzer nach der Intensität ihres Umgangs mit dem Internet. Offliner sind definitionsgemäß nicht mit einbezogen.

### Junge Hyperaktive
Die Jungen Hyperaktiven sind aktiver als alle anderen Typologien. Die Nutzung fast aller Anwendungsbereiche ist intensiver und umfassender als bei den übrigen Nutzern. Das Internet fungiert als virtueller Lebensraum. Ausgiebig genutzt werden Kommunikations- und Informationsangebote. Dabei werden immer weniger Informationen über die klassischen Medien bezogen. Überdurchschnittlich ist das Interesse an Sport, Nachrichten, regionalen Serviceinformationen, Browserspielen, besondere Angebote für Jugendliche und Onlineauktionen. Kennzeichnend sind Experimentierfreudigkeit, Neugier und die Bereitschaft sich auf neue Angebote und Anwendungen einzulassen. Bei dieser Gruppe kann auch von den sogenannten Digital Natives gesprochen werden. 74 % von ihnen waren 2007 unter 30 Jahre alt und sind mit den Möglichkeiten der Informationstechnologie aufgewachsen. 2007 setzte sich dieser Typ zu 72 % aus Männern zusammen (2004: 86 %).

### Junge Flaneure
Ebenfalls zu den Digital Natives gehören zu einem Großteil die Jungen Flaneure. 65 % von ihnen waren 2007 unter 30 Jahre alt. Bei ihnen handelt es sich im Gegensatz zu den Jungen Hyperaktiven zu 50 % um Frauen (2007). 2004 lag der Frauenanteil noch bei 63 %. Die Informationsinteressen sind in dieser Gruppe bei vorwiegend freizeitbezogen, sie betreffen das nähere und weitere Lebensumfeld. Ihr Zugang zum Netz ist pragmatischer und nicht so emotional geprägt wie bei den Jungen Hyperaktiven. Von den Routinierten Infonutzern, mit denen sie ebenfalls Gemeinsamkeiten haben, unterscheidet sie die größere Bereitschaft sich auf neue Angebote und Möglichkeiten des Netzes einzulassen. Junge Flaneure nutzen daneben das Internet überwiegend für Kommunikationszwecke. Sie haben relativ hoher Energiereserven beim Surfen und sind ausdauernd in der Internetsuche.

### E-Consumer
Für den Typ E-Consumer dreht sich im Netz alles um den Kauf und Verkauf von Waren auf Shopping- und Auktionsplattformen. Das Internet hilft bei der Schnäppchenjagd z. B. über Preissuchmaschinen diverser Anbieter, es öffnet so Handlungsspielräume und erweitert den Horizont. Weiter liegen ihre Interessen vor allem in Themen die rund um den Konsum gelagert sind, wie beispielsweise Produkttestseiten, Automarkt, Versicherungen und Börsennachrichten. Sie haben die höchste Affinität zu elektronischem Zahlungsverkehr und Onlinebanking. Wie die Jungen Hyperaktiven und die Jungen Flaneure lassen sich die E-Consumer von neuen Seiten und Angeboten im Internet verführen. In dieser Gruppe ist der Anteil der Männer von 54 % (2004) auf 62 % (2007) gestiegen, die E-Conumer sind damit neben den Jungen Flaneuren die einzige Gruppe, in der der Frauenanteil gesunken ist.

### Routinierte Infonutzer
Routinierte Infonutzer benutzen das Internet beruflich und privat in erster Linie um Informationen zu gewinnen. Dabei informieren sie sich vor allem über Wirtschaftsthemen, Wissenschaft, Kultur, Politik, Zeitgeschehen suchen aber auch Serviceinformationen. Die Informationssuche orientiert sich hierbei an der Nutzung klassischer Medien. Online-Shopping und Datendienste spielen für diese Gruppe eine untergeordnete Rolle. Zu dieser Gruppe gehören immer mehr weibliche Internetnutzerinnen (31 % 2004 und 42 % Frauenanteil 2007). Das Gros der Nutzer dieser Kategorie ist zwischen 20 und 59 Jahre alt (2004: 92 %; 2007: 71 %), wobei die Altersverteilung 2007 gegenüber 2004 weiter streut.

### Selektivnutzer/Randnutzer
Diese beiden Gruppen stehen dem Internet und seiner Nutzung kritisch gegenüber. Ihre Nutzung beschränkt sich auf bewährte Angebote wie E-Mail und die Angebote der Portalseiten ihrer Provider. Ihnen fehlt neben der Web-Kompetenz auch die Motivation, sich tiefer mit dem Internet auseinanderzusetzen und das Web explorativ zu erforschen. Die Zahl der weiblichen Nutzer in dieser Gruppe ist zwischen 2004 und 2007 gestiegen. Während sich die Randnutzer 2007 vor allem in der Altersgruppe 30+ finden, sind die Selektivnutzer recht gleichmäßig zwischen den verschiedenen Altersstufen verteilt (je 10–20 %). In der Gruppe der Randnutzer haben die wenigsten die Hochschulreife (2007: 8 %) oder gar ein Studium absolviert (2007: 6 %). Bei den Selektivnutzern hatten 2007 21 % einen Hochschulabschluss.

## Verteilung der Internetnutzer auf die Typologien
| Typologie              | Anteil 2004 | Anteil 2007 |
| ---------------------- | ----------- | ----------- |
| Junge Hyperaktive      | 7 %         | 13 %        |
| Junge Flaneure         | 10 %        | 7 %         |
| E-Consumer             | 13 %        | 9 %         |
| Routinierte Infonutzer | 17 %        | 21 %        |
| Selektivnutzer         | 20 %        | 21 %        |
| Randnutzer             | 32 %        | 30 %        |

## Kritik
In der sich schnell wandelnden Welt des Internets wirken die Zahlen von 2004 und 2007 veraltet. Das zeigt sich schon bei der Gegenüberstellung der Werte aus den Jahren 2004 und 2007. Hier zeigen sich teilweise starke Veränderungen innerhalb der Gruppen. Entwicklungen, wie die der Sozialen Netzwerke und das wachsende Angebot audiovisueller Inhalte, wie z. B. YouTube, Internetradio und Mediatheken, ermöglicht durch die Steigerung der Datenraten bei DSL und VDSL, verändert zunehmend die Nutzen- und Nutzerstruktur. Es kann sich bei diesen Typologien und ihren Abgrenzungen nicht um statische Kategorien handeln. Es bedarf einer laufenden Forschung, um die ONT immer wieder den aktuellen Entwicklungen des Internets und der Gesellschaft anzupassen.